# Гордон Гаррі Борисович
Га́ррі Бори́сович Гордо́н (нар. 12 липня 1941, Одеса, УРСР, СРСР) — радянський, український і російський поет і прозаїк, художник. Батько журналіста і телеведучого Олександра Гордона.

## Біографія
Батьки — юрист Борис Ісаакович Гордон (справжнє прізвище Авербух, 1894-1964) і вчителька Ольга Михайлівна Червина.
Навчався живопису в Одеському художньому училищі. Потім закінчив Художній інститут ім. В. І. Мухіної.
Автор поетичних книг «Темна кімната», «Пташині права», і прози: «Пізно. Темно. Далеко», «Пастух своїх корів». Автор сценарію і художник-постановник фільму Олександра Гордона «Пастух своїх корів» і автор сценарію фільму Олександра Гордона «Вогні притону».
Лауреат Горьковської премії 2012 року. Член Спілки письменників Москви.

## Фільмографія
За однією з перших повістей Гаррі Гордона — «Пастух своїх корів» син письменника режисер Олександр Гордон зняв однойменний фільм (студія «Екран-хол»), який на ММКФ 2007 в рамках програми «Сучасне кіно Росії» був представлений глядачам. Гаррі Борисович був також автором сценарію і художником цієї картини.
У 2007 р пройшли зйомки ще одного фільму за ще однією повістю Г. Гордона « Вогні притону ». Дія відбувається в Одесі 1958 року. На екрани фільм вийшов в листопаді 2011 року.